# Adriaan Engelvaart

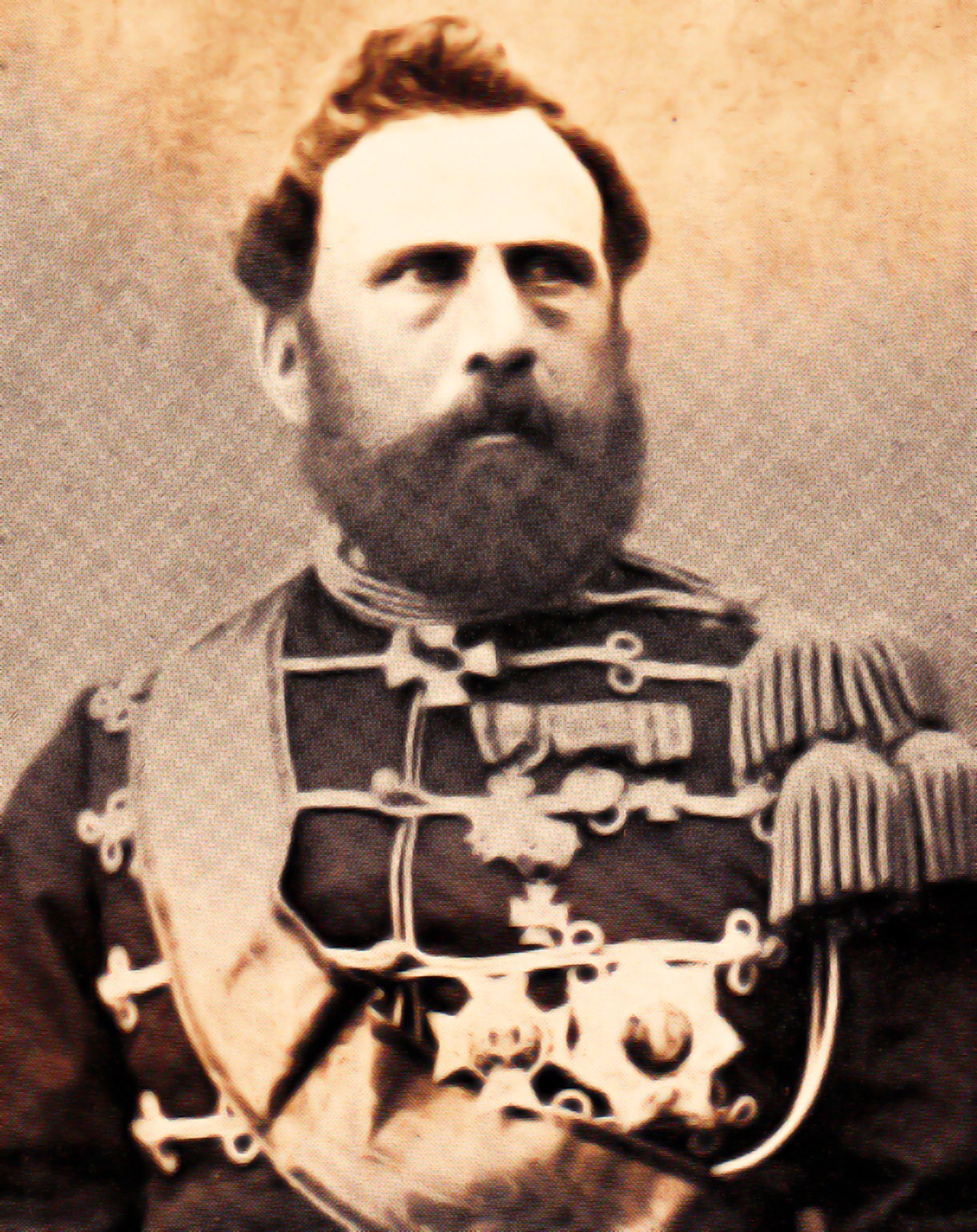
Adriaan Engelvaart

Adriaan Engelvaart (Looperskapelle (gem. Duivendijke, Zld.), 30 juni 1812 - 's-Gravenhage, 3 februari 1893) was een Nederlands luitenant-generaal en politicus.
Engelvaart was een Zeeuwse officier en gouverneur van de Koninklijke Militaire Academie die in het kabinet-Thorbecke III de tweede minister van Oorlog was. Hij kon geen herziening van de legerorganisatie tot stand brengen en trad af na een verschil van mening met zijn collega's over de vraag over de legerorganisatie bij wet of bij AMvB moest worden geregeld en wegens de ernstige kritiek vanuit de Tweede Kamer in het rapport over de mobilisatie van 1870. Daarnaast was er in de Tweede Kamer ernstige kritiek op zijn beleid. Na zijn ministerschap werd hij wederom gouverneur van de Koninklijke Militaire Academie in Breda. Engelvaart was ridder in de Orde van de Nederlandse Leeuw en grootofficier in de Orde van de Eikenkroon.